# 4447 Kirov
4447 Kirov је астероид главног астероидног појаса чија средња удаљеност од Сунца износи 2,854 астрономских јединица (АЈ).
Апсолутна магнитуда астероида је 12,6.